# Scanner 3D a luce strutturata
Un sistema a luce strutturata utilizza per il suo funzionamento la proiezione di un pattern direttamente sulla superficie dell'oggetto.
Proiezione di luce strutturata: basati sulla proiezione di una sequenza di pattern codificati.
In questo caso la deformazione indotta dalla superficie dell'oggetto viene acquisita tramite una telecamera e sfruttata per il calcolo delle coordinate tridimensionali. Questi sistemi sono detti anche a “campo intero” perché per ogni punto sensibile
del CCD del sistema di acquisizione si ricava una tripletta(x,y,z). Dipendentemente dalla risoluzione della telecamera un sistema di questo tipo consente la digitalizzazione non di un solo punto alla volta, bensì di parecchie centinaia di migliaia di punti.
Proiettando una stretta banda di luce su un oggetto tridimensionale si produce una linea di illuminazione che appare distorta da punti di osservazione diversi dal proiettore e può essere usata per una ricostruzione geometrica esatta della forma della superficie illuminata (sezione luminosa).
Il procedimento con cui è possibile ricostruire la forma dell'oggetto colpito è detto triangolazione.
Un metodo più veloce e versatile è la proiezione di schemi luminosi che consistono di molte linee in una volta sola o di frange luminose arbitrarie, questo permette l'acquisizione di molti campioni simultaneamente. Gli schemi più usati consistono in linee parallele.